# King Charles III England Coast Path

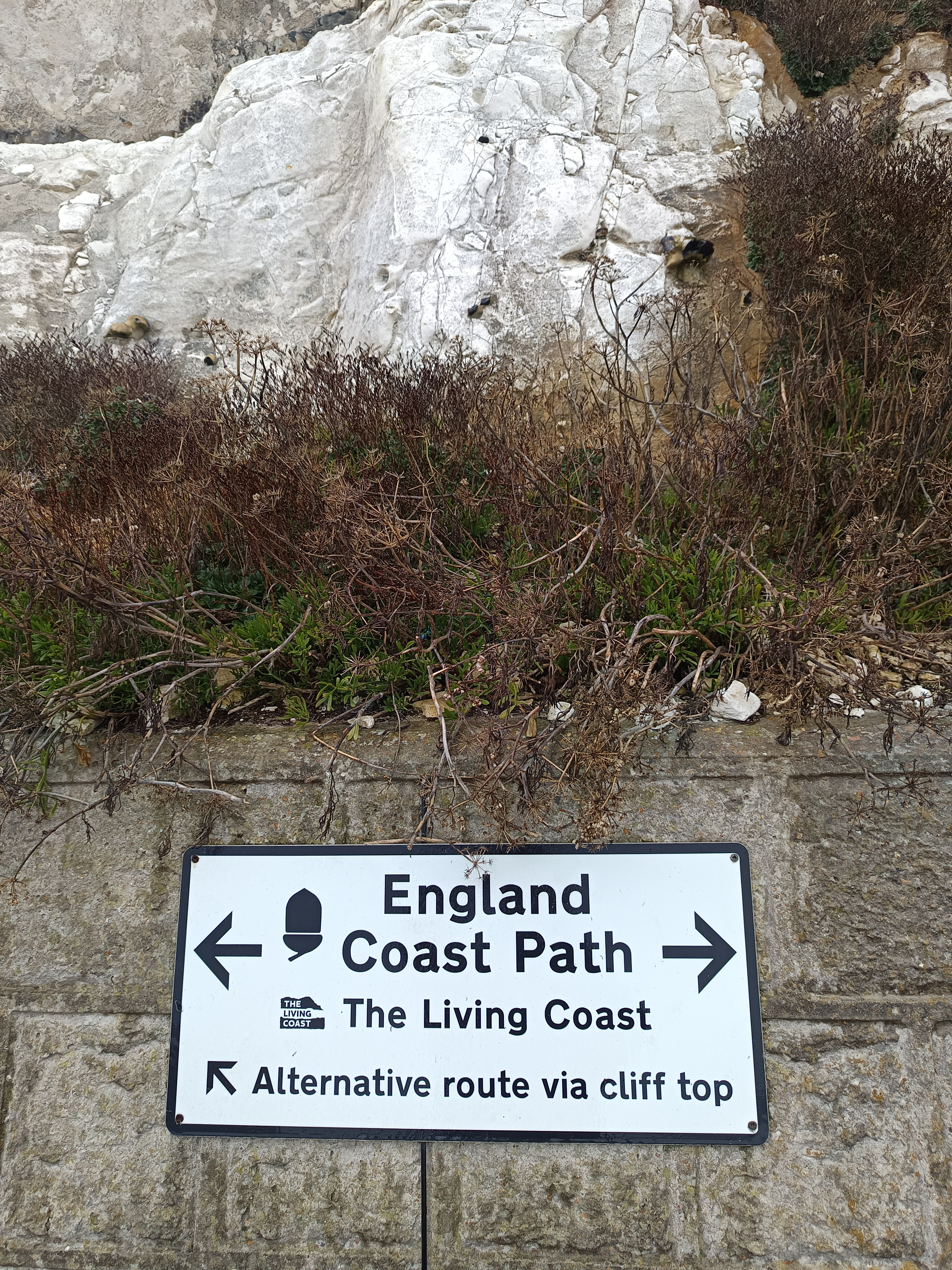

Het King Charles III England Coast Path (KCIIIECP), tot mei 2023 bekend als het England Coast Path, is een langeafstandswandelpad (National Trail) in Engeland. Het pad loopt langs de hele Engelse kust en moet op termijn 4303 kilometer lang worden. Bestaande kustpaden (zoal Cleveland Way en het South West Coast Path) worden geïntegreerd in de route.